# Crenicichla multispinosa
Crenicichla multispinosa és una espècie de peix de la família dels cíclids i de l'ordre dels perciformes.

## Morfologia
Els mascles poden assolir els 22,5 cm de longitud total.

## Distribució geogràfica
Es troba a Sud-amèrica: Surinam i Guaiana Francesa.